# 高野昭夫
髙野 昭夫（たかの あきお、1960年12月3日 - ）は音楽ジャーナリスト。富山県富山市生まれ、國學院大學文学部哲学科卒業。ドイツ・ライプツィヒに２０年以上在住。ライプツィヒ・バッハ資料財団をはじめ、数々の音楽団体の広報やアドヴァイザーを兼任。「バッハの宣伝マン」として活動している。

## 所属・活動
広報
ライプツィヒ・バッハ資料財団、ライプツィヒ ゲヴァントハウス管弦楽団 、ライプツィヒ歌劇場、ベルリンRIAS室内合唱団、ドレスデン・モーリツブルク室内楽音楽祭、ドレスデン市立音楽祭、聖トーマス教会
音楽アドヴァイザー
リューベック ブクステフーデ音楽祭実行委員長、ザクセン バロック・オーケストラ、新バッハ コレギウム ムジクム
その他
バッハ音楽祭とやま音楽監督、富山バッハを聴こうの会会長、日本テレマン協会ヨーロッパ総局長・アドヴァイザー、ドイツ連邦ジャーナリスト連盟会員、ドイツ連邦スポークスマン協会会員、国際ジャーナリスト協会会員

## 来歴・人物
1960年、富山県富山市に生まれる。小さな立ち飲み屋を営む両親と2畳間と4畳半の2間暮らし。貧しさゆえにいじめに遭う。中学3年のある日、恩師からクラシックの演奏会に誘われ、そこで初めて聴いたバッハの曲に衝撃を受ける。その翌日から、図書館の視聴覚室に通いつめ、高校を卒業して上京するまでの3年半、休館日以外は毎日バッハを聴き続けた。
國學院大學入学を機に上京、アルバイトをしながら通学した。1989年、ベルリンの壁が崩壊すると「これでバッハがカントルを務めた、聖トーマス教会へ行ける」と思った。東西ドイツ統一のわずか3か月後の1991年、ロンドンからベルリンへ渡り、列車でライプツィヒ駅へ到着した。目的地、聖トーマス教会までやって来ると、当時一人で教会を切り盛りしていた牧師の心遣いにより、特別に牧師館での宿泊を許され、バッハの墓の花を替えるなどの手伝いをして滞在期限３か月を過ごした。その後もアルバイトで旅費を貯めては、ライプツィヒに通った。
しかし、音楽教育も受けておらず、バッハを仕事にするにはほど遠く、34歳で見切りをつけ、まったく関係のない会社に就職した。その間、バッハは諦めようと、一切聴くことも止めた。半年後、無理が祟ったのか、強迫性障害を発症。働くこともできず、コンビニで期限切れの弁当をもらうような生活を送った。その後、うつ病と診断した主治医の勧めで生活保護を受給した。医師の治療と生活保護のおかげで何とか療養生活を送っていた1997年37歳のある日、ライプツィヒ行きの航空券が届いた。聖トーマス教会の仲間やライプツィヒの音楽家たちがカンパしてくれたものだった。その航空券でライプツィヒを訪ね、バッハ音楽祭の手伝いをすることになった。生活は貧しく、穴のあいた靴にガムテープを貼り、街頭でバッハ音楽祭のチラシを地道に配り歩いた。栄養失調で救急搬送されたこともあった。翌2000年、東京文化会館にてバッハ没後250年にちなんで開かれたコンサートの企画案が採用され、解説を担当する好機に恵まれる。2001年からライプツィヒ・バッハ資料財団に勤務。その後、功績が認められ、世界最古のオーケストラ、ライプツィヒ・ゲヴァントハウス管弦楽団の広報も任されることとなる。その後も数々の音楽団体や音楽祭の広報やアドヴァイザーを任され、現在に至る。
2019年、バッハ音楽祭とやま音楽監督に就任。翌年に富山からバッハの魅力を発信すべく、「富山バッハを聴こうの会」を主宰。
また、2020年、ライプツィヒ聖トーマス教会の広報に就任した。
現在、「バッハの宣伝マン」として、バッハの魅力を多くの人に伝える活動をしている。